# Kuh

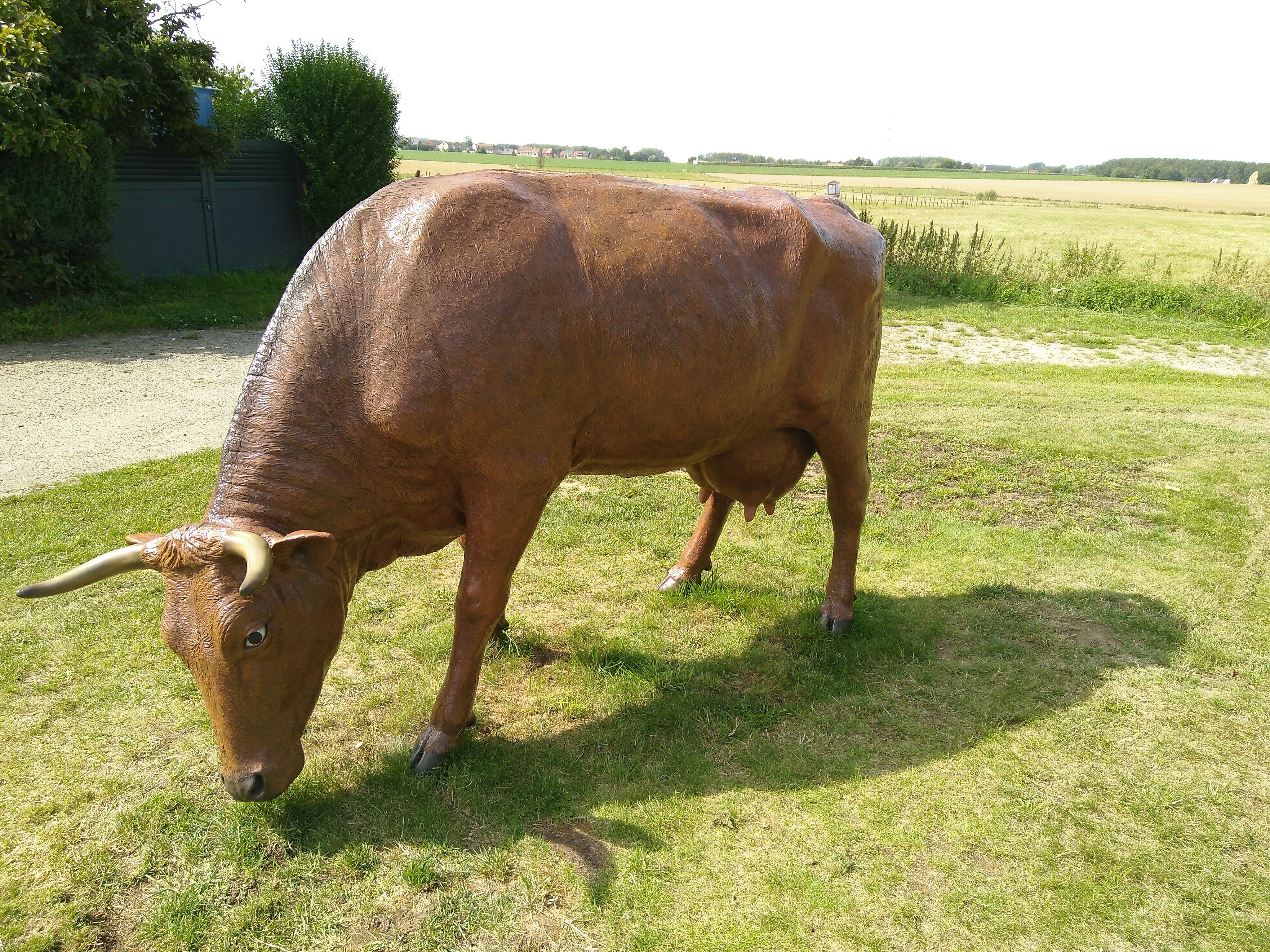
Kuh

Kuh (Duits voor koe) is een installatie uit 2000 ontworpen door Lois Weinberger. Het werk werd in 2019 in Dilbeek geplaatst in kader van de openluchttentoonstelling ‘De Blik van Bruegel’.

## Over
De realistische koe oogt voor de toeschouwer eerder surrealistisch doordat ze in de bebouwde kom is geplaatst in plaats van in de wei zelf. Weinberger gebruikt hier dus dezelfde subtiele kritische blik die Bruegel ook toepaste in zijn werken, namelijk dat het landschap meer is dan wat de toeschouwer op het eerste zicht als vanzelfsprekend ervaart. Voor deze koe liet Weinberger zich inspireren op een West-Vlaams rood runderras dat vroeger het polderlandschap kenmerkte, maar anno 2019 dreigt te verdwijnen door de opkomst van de op massaconsumptie gekweekte soorten.

### Oorsprong
Kuh werd oorspronkelijk bedacht in de jaren 2000 om een druk verkeersknooppunt meer artistieke expressie te geven. Het surrealistische idee van een realistische koe tussen twee rijstroken zou uiteindelijk niet worden gerealiseerd.